# Voie d'eau
Pour les articles homonymes, voir Voie.

Marins de l'US Navy exécutant un exercice de voie d'eau durant leur formation à San Diego.

Une voie d'eau est une entrée d'eau imprévue dans un navire par la suite d'une ouverture dans la coque sous la ligne de flottaison.

## Précautions
Une voie d'eau doit être immédiatement localisée, puis aveuglée. Une manœuvre de fortune pour calfater une voie d'eau consiste à plaquer une bonnette à l'extérieur de la coque ; la bonnette est alors aspirée par la voie et la bouche. Si elle est importante, les pompes d'évacuation doivent être activées.
Pour diminuer les conséquences d'une voie d'eau, la prise en compte du risque est intégrée dans la conception d'un navire militaire ou de commerce :
- compartimentage d'étanchéité : des cloisons étanches limitent l'envahissement du navire ;
- double-coque.

## Autre sens
Voie d'eau peut également désigner le réseau navigable formé par certains cours d'eau, canaux, lacs etc.